# Конвой № 7826
Конвой № 7826 — японський конвой часів Другої світової війни, проведення якого відбувалось у серпні 1943 року.
Вихідним пунктом конвою був атол Трук (Чуук) у центральній частині Каролінських островів, де до лютого 1944 року була головна база японського ВМФ в Океанії та транспортний хаб, що забезпечував постачання до Рабаула (головна передова база в архіпелазі Бісмарка, з якої провадились операції на Соломонових островах та сході Нової Гвінеї) та Східної Мікронезії. Пунктом призначення став інший важливий транспортний хаб Палау на заході Каролінських островів.
До складу конвою увійшов транспорт «Ейко-Мару № 2 Го» під охороною мисливця за підводними човнами CH-33.
Загін вийшов із бази 26 серпня 1943 року. На підходах до Труку та Палау традиційно діяли американські підводні човни, втім, на цей раз перехід пройшов без інцидентів і 31 серпня конвой № 7826 успішно прибув на Палау.
Можливо також відзначити, що невдовзі «Ейко-Мару № 2 Го» вирушить до Японії у конвої FU-706.